# Sanabria (comarca)

La ubicazione della Sanabria nella Provincia di Zamora.

Sanabria (A Seabra in lingua gallega, Senabria in lingua leonese) è una comarca nel nord-est della provincia di Zamora, (Spagna occidentale), posta tra la Galizia, il Portogallo e la provincia di León. Essa appartiene alla comunità autonoma di Castiglia e León.

## Quadro generale
La Sierra de la Cabrera Baja forma un confine naturale con la provincia di León a nord, la Sierra Segundera con la Galizia a ovest e le Sierra de la Culebra e Sierra de la Gamoneda con il distretto di Braganza del Portogallo a sud e sudovest. Le comarche di La Carballeda e Tierra del Pan si trovano a est. La località più famosa della comarca è il lago Sanabria, il più grande lago glaciale della Penisola Iberica, con una superficie di 368 ha che oggi è al confine del Parco Naturale del Lago Sanabria. Il capoluogo della Sanabria è Puebla de Sanabria.
La comarca di Sanabria è una delle poche aree dell'Europa occidentale con una popolazione di lupi misurabile quantitativamente, che vivono nella zona della Sierra della Culebra.

## Comuni
- Asturianos
- Cobreros
- Galende
- Hermisende
- Puebla de Sanabria
- Lubián
- Palacios de Sanabria
- Pedralba de la Pradería
- Pías
- Porto
- Requejo
- Robleda-Cervantes
- Rosinos de la Requejada
- San Justo
- San Martín
- Trefacio